# Volkmannshausen

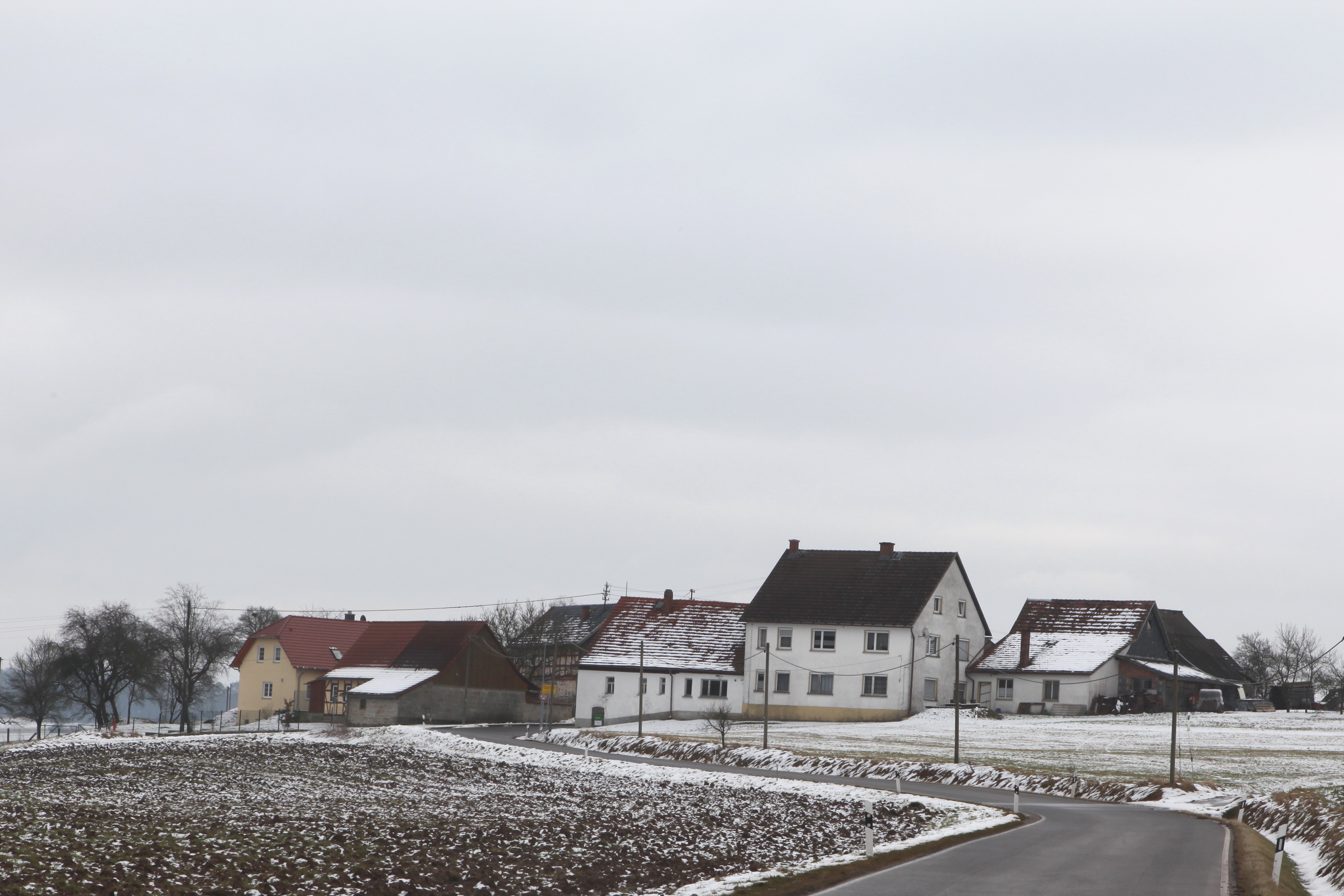
Im Winter 2013

Das Gehöft Volkmannshausen ist Ortsteil der Stadt Heldburg (bis Ende 2018 von Hellingen) im Landkreis Hildburghausen in Thüringen.

## Lage
Die Siedlung befindet sich im Heldburger Land östlich von Hellingen unweit der Grenze zu Bayern. Volkmannshausen liegt an der Kreisstraße 502, die Helling fließt durch den Ort.

## Geschichte
1154 wurde das Gehöft erstmals urkundlich registriert.
1934 wurde Volkmannshausen in Hellingen eingegliedert.